# کارنات-مون (پنسیلوانیا)
کارنات-مون (به انگلیسی: Carnot-Moon) یک منطقهٔ مسکونی در ایالات متحده آمریکا است که در شهرستان الگینی، پنسیلوانیا واقع شده‌است. کارنات-مون ۱۱٬۳۷۲ نفر جمعیت دارد.